# Yalata
Yalata – miasto w Australii, w stanie Australia Południowa.